# Уайт, Жаклин
Жаклин Уайт (англ. Jacqueline White; род. 23 ноября 1922, Беверли-Хиллз, Калифорния, США) — американская актриса.

## Биография
Жаклин Уайт родилась в 1922 году в семье Флойда Гаррисона Уайта в Беверли-Хиллз, Калифорния. Двоюродная сестра Франклина Уильяма Нокса. Уайт получила образование в средней школе Беверли-Хиллз и в Калифорнийском университете в Лос-Анджелесе.
В университете Уайт участвовала в театральных постановках драматической группы, благодаря чему была замечена одним из голливудских директоров по кастингу и приглашена на кинопробы. Свою дебютную роль она исполнила в 1942 году в военном фильме «Новый помощник доктора Гиллеспи». Первоначально у неё был контракт с компанией MGM, где ей доставались эпизодические роли. Затем она перешла на RKO, где стала сниматься во второстепенных ролях в фильмах категории B. Наиболее запоминающейся в то время стала её роль в фильме «Перекрёстный огонь» (1947), в котором она сыграла Мэри Митчелл.
В 1950 году Жаклин Уайт вышла замуж за Брюса Андерсона и прекратила съёмки в кино. Вместе с мужем она переехала в Вайоминг, где он занялся нефтяным бизнесом. Во время первой беременности она вернулась в Лос-Анджелес, где ей была предложена роль в кино и в 1952 году на экраны вышел фильм «Узкая грань», последний и единственный фильм, где она снялась в одной из главных ролей. В браке она родила четверо сыновей и одну дочь. Её муж умер в 2000 году. В настоящее время она проживает с семьей в Хьюстоне, штат Техас.
В 2013 году Уайт приняла участие в фестивале классического кино TCM.

## Фильмография
| Год  |     | Русское название                | Оригинальное название         | Роль                 |
| ---- | --- | ------------------------------- | ----------------------------- | -------------------- |
| 1942 | ф   | Новый помощник доктора Гиллеспи | Dr. Gillespie’s New Assistant | телефонистка         |
| 1942 | ф   | Снова вместе в Париже           | Reunion in France             | Даниэль              |
| 1943 | ф   | Воздушные рейдеры               | Air Raid Wardens              | Пегги Паркер         |
| 1943 | ф   | Три сердца для Джулии           | Three Hearts for Julia        | Кей                  |
| 1943 | кор | Вот почему я оставил тебя       | That’s Why I Left You         | Мэри Томпсон         |
| 1943 | ф   | Пилот № 5                       | Pilot #5                      | девушка на вечеринке |
| 1943 | ф   | Свинг Сдвиг Мэйси               | Swing Shift Maisie            | Грейс                |
| 1943 | ф   | Парень по имени Джо             | A Guy Named Joe               | Хелен                |
| 1944 | ф   | Песнь о России                  | Song of Russia                | Анна Булганова       |
| 1944 | кор | Лёгкая жизнь                    | Easy Life                     | пассажирка поезда    |
| 1944 | кор | Киновредители                   | Movie Pests                   | женщина в аудитории  |
| 1944 | ф   | Тридцать секунд над Токио       | Thirty Seconds Over Tokyo     | Эмми Йорк            |
| 1944 | кор | Тёмные тени                     | Dark Shadows                  | Джин Смит            |
| 1946 | ф   | Девушки Харви                   | The Harvey Girls              | девушка Харви        |
| 1946 | кор | Магия на палочке                | Magic on a Stick              | миссис Уокер         |
| 1946 | кор | Наша старая машина              | Our Old Car                   | миссис Несбитт       |
| 1946 | ф   | Показ                           | The Show-Off                  | Клара Харлин         |
| 1947 | ф   | Банджо                          | Banjo                         | Элизабет Эймс        |
| 1947 | ф   | Семь ключей к Болдпэйт          | Seven Keys to Baldpate        | Мэри Джордан         |
| 1947 | ф   | Перекрёстный огонь              | Crossfire                     | Мэри Митчелл         |
| 1947 | ф   | Ночная песня                    | Night Song                    | Конни                |
| 1948 | ф   | Возвращение плохого человека    | Return of the Bad Men         | Мадж Аллен           |
| 1948 | ф   | Тайна в Мексике                 | Mystery in Mexico             | Виктория Эймс        |
| 1950 | ф   | Всадники хребта                 | Riders of the Range           | Дасти Уиллис         |
| 1950 | ф   | Захват                          | The Capture                   | Луана                |
| 1952 | ф   | Узкая грань                     | The Narrow Margin             | Энн Синклер          |